# Mikalaj Aladau

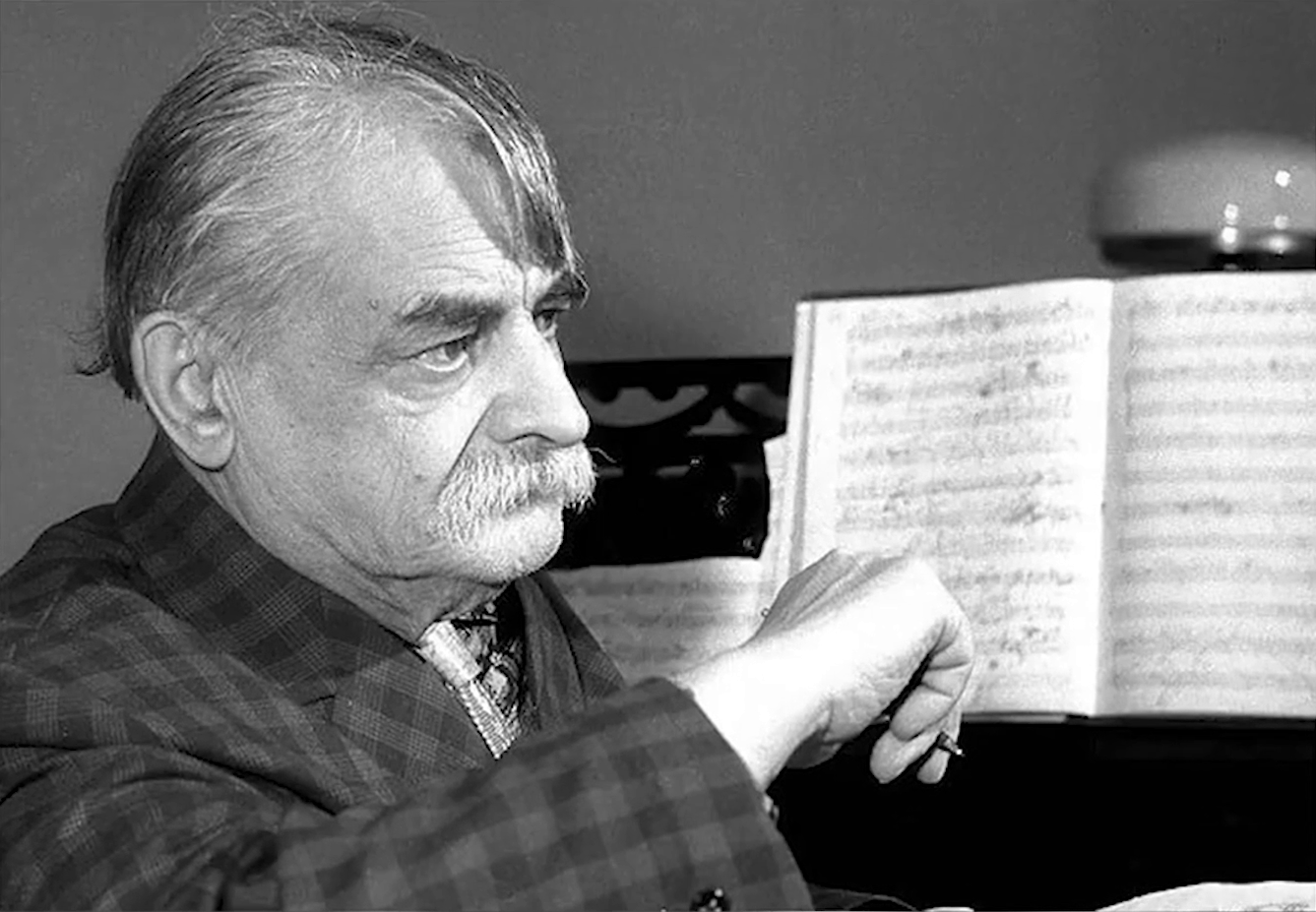
Mikalaj Aladau (1890–1972)

Mikalaj Aladau (* 9.jul. / 21. Dezember 1890greg. in Sankt Petersburg; † 4. Dezember 1972 in Minsk) war ein sowjetisch-belarussischer Komponist.
Aladau studierte am Sankt Petersburger Konservatorium und erhielt eine Ausbildung in belarussischer Volkskunst am Staatsinstitut in Moskau. Danach zog er nach Minsk und zählte dort zu den Gründern des Belarussischen Musikalischen Technikums (1924) und später des Belarussischen Konservatoriums (1932), an dem er 1946 Professor wurde und von 1944 bis 1948 als Rektor wirkte. 1949 bis 1950 war er Vorsitzender des Belarussischen Komponistenverbandes.
Zu seinen Schülern zählte u. a. Anatoli Bogatyrjow.
Aladau komponierte zwei Opern, zehn Sinfonien (1921–1971) und weitere Orchesterwerke, vier Kantaten sowie ein vokalsinfonisches Poem für Chor und Orchester, kammermusikalische Werke, darunter Klavierquintette, Streichquartette und Klaviertrios, ferner Chöre und Liederzyklen.